# 滕邁爾克里克 (馬里蘭州)
滕邁爾克里克（英語：Ten Mile Creek）是位於美國馬里蘭州蒙哥馬利縣的一個普查規定居民點。

## 人口
根據2020年美國人口普查的數據，滕邁爾克里克的面積為15.12平方千米，當中陸地面積為15.00平方千米，而水域面積為0.12平方千米。當地共有人口1012人，而人口密度為每平方千米66.93人。